# لورينزو جامبوا
لورينزو جامبوا (بالإنجليزية: Lorenzo Gamboa)‏ هو جندي فلبيني وأمريكي، ولد في 11 نوفمبر 1918 في مانغالدان في الفلبين، وتوفي في 25 سبتمبر 2012 في غولد كوست في أستراليا.